# Robotzsaru (film, 1987)
A Robotzsaru (eredeti címe angolul: RoboCop) 1987-ben bemutatott cyberpunk akciófilm Paul Verhoeven rendezésében. A főszerepet az akkor még szinte ismeretlen Peter Weller játszotta.
A felvételek helyszínéül szolgált a michigani Detroit, Pittsburgh, Pennsylvania és a texasi Dallas. A film azóta kultuszkategóriába emelkedett és két folytatás követte, két sorozat, számtalan képregény, videójáték, két animációs sorozat és játék akciófigurák tömkelege.
2007. augusztus 21-én dobták piacra az 20th Anniversary Collector's Edition DVD-jét. 2014-ben elkészült a film remake-je, az azonos című Robotzsaru.

## Történet
A történet a közeljövő Detroitjában játszódik. Az erőszakos cselekmények és a bűnözés ellen a hatóságok képtelenek érdemileg fellépni, a város a gazdasági válságban utolsó stádiumában van, ami az Omni Consumer Products (OCP) megavállalat teljhatalomhoz juttatja. Az OCP feladata többek között a detroiti rendőrség, a kórházak és egyéb közszolgáltatások működtetése és finanszírozása. Valójában az OCP, mint egy alapvetően profitorientált multinacionális óriásvállalat, a háttérben privatizálja az állami szektort Detroitban és igyekszik ezeket a „nem nyereséges” intézményeket profitot termelő vállalkozásokká alakítani. Detroit itt már valóban az utolsókat rúgja.
Detroit újjáépítése és újraszervezése helyett az OCP azt tervezi, hogy lecseréli azt a vezérigazgató által megálmodott modern utópiára, a Delta Cityre. Természetesen ez egy emberi életet nem tisztelő, a folytonos növekedés nevében létrejött kapzsi mega-giga óriásvállalat utópiája, az üvegpaloták és odamontírozott boldog statiszták mögött valójában egy sötét disztopikus világ sejlik.  Mielőtt azonban ez a nagy építési projekt megkezdődhetne, az OCP-nek „meg kell szüntetnie” a bűnözést a városban, ami túlnőtt a hagyományos rendőrség keretein. Ezért drasztikusan átgondolják a bevethető eszközöket, ami egyértelmű egy multicég szempontjából: olyan rendőrre lesz szükség, ami mindig szolgálatban van, nem eszik, nem alszik, NEM SZTRÁJKOL!…
Az OCP egyik alelnöke, Dick Jones (Ronny Cox)  mutatja be végül a bűnözésre adandó válaszukat egy demonstráció keretében: ez az új törvényvégrehajtási droid, az ED-209. Az esemény azonban katasztrófába torkollik, mikor a robot véres húscafattá lő egy OCP alkalmazottat. Hogy a történteket a saját javára fordítsa Bob Morton a saját programját javasolja, a RoboCop tervet. Ő inkább emberi külsőt akar a robotjának, így arra az elhatározásra jut, hogy egy rendőr agyát fogja használni.
Alex J. Murphy rendőr (Peter Weller), akit nemrég neveztek ki a veszélyes Metro West körzetbe, áldozatul esik a hírhedt bűnöző, Clarence J. Boddicker bandájának, akik brutális módon kivégzik. Halála megállapítását követően Murphy a „RoboCop kísérlet” alanya lesz. Morton csapata megkapja testének maradványait és egy kiborgtestet épít az arc és agy köré. Az új RoboCop életre kel, hogy látványosan megálljt parancsoljon a bűnözésnek, miközben olyan extrém módszereket használ, amelyek a rendőrségi brutalitással határosak, ráadásul a programja úgy tűnik, figyelmen kívül hagyja az úgynevezett Miranda jogokat (az Egyesült Államokban a Miranda a gyanúsított jogait védi, tipikus használata például: „jogában áll, hogy hallgasson, bármi, amit mond felhasználható ön ellen…”  stb). Ennek ellenére, vagy tán éppen ezért a Robotzsaru rendkívül népszerűvé válik a rendőrség és a lakosság körében.
Időközben a Robotzsaru váratlan emlékképeket kezd tapasztalni az előző életéből, azzal a pillanattal kezdődően, hogy Boddicker és a bandája a halálba küldték. Egyenként le is vadássza, illetve letartóztatja a banda minden tagját.
A Morton programja által hajtott kiborg egy OCP bűncselekményt is leleplezne, mikor Boddicker vallomása után Dick Jones alelnök után megy az OCP épületébe. Jones figyelmezteti Robotzsarunkat programjának negyedik, titkos direktívájára, amely Jones saját adaléka, miszerint: Nem tartóztathat le OCP alkalmazottat! Ha megpróbálja, leáll a rendszere!
A másik három direktíva:
- 1. A közjó szolgálata
- 2. Az ártatlanok védelme
- 3. A törvény fenntartása
- (4. Nem hozzáférhető)

A dolgok odáig fajulnak, hogy kiderül: Jones szövetkezett Boddickerrel, már régen együtt dolgoznak a fegyver és drogpiacon, neki szánná a Delta City építkezésének kezdetétől a szervezett bűnözés irányítását és persze ő bízta meg Morton meggyilkolására.
Jones elrendeli a Robotzsaru megsemmisítését, aki azonban sikeresen elmenekül.
Eközben a rendőrség végső elkeseredésében sztrájkba kezd, a városon szabad rablás és káosz lesz úrrá, élen Boddickerrel és embereivel, akik új csúcsmodell autókkal és fegyverekkel felruházva hagyják el a börtönt. Az ő első halál-élményét szolgáltató zúzdában revansot vesz, Boddicker bandáját elpusztítja, majd visszatér az OCP felhőkarcolójába.
Jones sarokba szorítva túszul ejti a vezérigazgatót, aki bravúrosan a „Ki van rúgva!” varázsmondattal feloldja Robotzsarut a negyedik direktíva átka alól, így hatástalaníthatja Jonest, jobban mondva kilődözi a főgonoszt kézi sorozatlövő fegyverével a felhőkarcoló emeleti ablakán.
A film végső pillanatában, mikor a nevét kérdik a Robotzsaru felfedi megőrzött emberi lényét azzal, hogy így felel: „Murphy”.
A cselekményt számos alkalommal szakítják meg egy Media Break nevű kitalált hírműsor és annak rendszerkritikus, szatirikus reklámjai.

## Szereplők
| Szerep                      | Színész        | Magyar hang             | Magyar hang        | Magyar hang        | Magyar hang             |
| Szerep                      | Színész        | 1. szinkron (1988–1989) | 2. szinkron (1996) | 3. szinkron (2007) | 4. szinkron (2006–2007) |
| --------------------------- | -------------- | ----------------------- | ------------------ | ------------------ | ----------------------- |
| Alex J. Murphy / Robotzsaru | Peter Weller   | Balkay Géza             | Weil Róbert        | Forgács Péter      |                         |
| Anne Lewis                  | Nancy Allen    | Pregitzer Fruzsina      | Kocsis Mariann     | Solecki Janka      |                         |
| Az Öreg                     | Dan O’Herlihy  | Simon György            | Versényi László    | Végvári Tamás      | Uri István              |
| Dick Jones                  | Ronny Cox      | Pathó István            | Barbinek Péter     | Rosta Sándor       | Barbinek Péter          |
| Clarence Boddicker          | Kurtwood Smith | Dózsa László            | Haás Vander Péter  | Barbinek Péter     | Tarján Péter            |
| Bob Morton                  | Miguel Ferrer  | Cseke Péter             | Kassai Károly      | Jakab Csaba        | Szerémi Zoltán          |
| Warren Reed őrmester        | Robert DoQui   | Perlaki István          | Hankó Attila       | Galambos Péter     | Bolla Róbert            |
| Johnson                     | Felton Perry   | Dimulász Miklós         | Csuja Imre         | Breyer Zoltán      |                         |
| Emil Antonowsky             | Paul McCrane   | Tahi József             | Stohl András       | Katona Zoltán      |                         |
| Joe Cox                     | Jesse D. Goins | Kassai Károly           | Dózsa Zoltán       | Szokol Péter       |                         |
| Leon Nash                   | Ray Wise       |                         | Sztarenki Pál      | Dányi Krisztián    |                         |

## A produkció részletei
A film forgatókönyvét Edward Neumeier és Michael Miner írta, akik az írás befejezése után Hollywoodban próbálkoztak a szkript értékesítésével, nem sok sikerrel. Állítólag azonban egyszer több órán keresztül voltak összezárva egy magas beosztású filmes szakemberrel egy repülőgépterminálban. Itt végre meg tudták mutatni a forgatókönyvet, s ez végül beindította a Robotzsaru-film előkészületeit.
A Robotzsaru volt Verhoeven első jelentős hollywoodi produkciója. Előtte több mint egy évtizeden keresztül dolgozott hazájában, Hollandiában, ahol több filmje is nagy sikert aratott (pl. Futás az életért). Sokan úgy gondolják, hogy a Robotzsaru a rendező első angol nyelvű filmje, holott már 1985-ben a Hús és vér című filmjében is angolul rendezett. A történelmi kalandfilmben olyan sztárokkal dolgozott együtt, mint Rutger Hauer és Jennifer Jason Leigh. Ennek ellenére mégis a Robotzsaru tette ismertté külföldön is.
A film audiokommentárjában Verhoeven felidézi, hogy amikor először átnézte a forgatókönyvet, néhány oldal elolvasása után elhajította. Később a felesége győzte meg arról, hogy a történetben több lehetőség van, mint ahogy azt Verhoeven addig feltételezte.
Eredetileg a Segítő kezek rendezőjének, Alex Coxnak ajánlották fel a film rendezését, mielőtt Verhoeven elvállalta volna.
A történet görbe tükröt tart a reagani Amerika elé. A filmbeli OCP olyan vállalat, amely irányítja az állampolgárok életét és a társadalom minden szintjét: valójában nincs is sok különbség a legfelső szint végrehajtó hatalmai és az utcai bűnözők viselkedése közt. A Robotzsaru karakterét több korábbi figura is ihlette, mint például a hajthatatlan Dredd bíró vagy a Marvel Comics szuperhőse, a Vasember.

## Robotzsaru képregények
Képregény formában a témát többen is feldolgozták.
- Marvel Comics – Lee Sullivan a Marvel Robotzsaru sorozatának vezető rajzolója egy interjúban[7] arról nyilatkozik, hogy ő maga személy szerint nagy rajongója volt már az első filmnek is, és tiszteli Verhoven munkásságát, főleg azt az érzékét, ahogy fasiszta hangulatú környezeteket képes létrehozni. Lee a képregényen Angliában dolgozott otthonából. A beszélgetés során hangot ad a rajzolás nehézségeinek is („I hated pencilling”), és hogy többször is mennyire elégedetlen volt a munka menetével. Mindazonáltal a folyamat nem nélkülözte a szokásos képregény-humort: a harmadik fejezet borítójára saját magát és a macskáját is odarajzolta. „Harmadik fejezet hetedik oldal. Az ott én vagyok, amint kinézek az ajtón. A macska épp fellopakszik a tűzlétrára. Pizza Joe meg egy Death's Head-es pólót hord.” („Issue 3: page 7, that's me looking out of the door. The cat is slinking up the fire escape ladder. Joe Pizza wears a Death's Head[8] T-shirt”)

A sorozat 23 fejezetből állt, majd befejezték marketing-megfontolások miatt.
- Dark Horse Comics – nem Murphy családi életére fókuszál, mint a Marvel, hanem a kalandra és akcióra helyezi a hangsúlyt
  - RoboCop VS Terminator
  - RoboCop: Prime Suspect
  - RoboCop: Mortal Coils
  - RoboCop: Roulette
- MAD Magazine  -1988 márciusa és 1990 áprilisa között a sajátosan szatirikus hangvételű lap többször is szerepeltette a Robotzsarut, a MAD profiljába illő környezetben. A neveket úgy változtatták meg, hogy asszociatív szójátékot hozzanak létre. A cikkek jellemzően körülbelül öt oldalasak voltak, karikatúrák és szóbuborékok segítségével mutatták be a cselekményeket.
- LOBOCOP: egy Robotzsaru paródia

Robotzsaru-képregények Magyarországon is megjelentek a Semic Interprint kiadó kiadásában 1991 és 1993 között. A magyar sorozat 12 számot élt meg és az 1. mozifilm képregény-változata mellett a 23 részes Marvel Comics által kiadott szériát tartalmazta.